# Shin Eun-kyung
Shin Eun-kyung (신은경?, 申恩慶?, Sin Eun-gyeongLR, Sin Ŭn’gyŏngMR; Busan, 15 febbraio 1973) è un'attrice sudcoreana.
Shin Eun-kyung inizia la propria carriera di attrice a tredici anni, nel 1986, per fare poi il proprio debutto televisivo nel 1988 su KBS. Diviene definitivamente nota al grande pubblico nel 1997 nel ruolo della prostituta Chang nel film omonimo, diretta da Im Kwon-taek. Nel 2002 interpreta il ruolo di Eun-jin in Ho sposato una gangster, che con oltre cinque milioni di spettatori divenne un successo al botteghino sudcoreano; tale ruolo fu ripreso anche nel 2003, anno di uscita del seguito Jopok manura 2: Dor-a-on jeonseol. Sempre nel 2002  prende parte al film Joh-eun saram iss-eumyeon sogaesikeojwo, mentre nel 2005 partecipa ai film Mr. Housewife e 6wor-ui ilgi; nel 2014 è la protagonista del thriller Seolgyeo.

## Doppiatrici italiane
Nelle versioni in italiano dei suoi film, Shin Eun-kyung è stata doppiata da:
- Laura Boccanera in Ho sposato una gangster